# Унгени (Арђеш)
Унгени (рум. Ungheni) насеље је у Румунији у округу Арђеш у општини Унгени. Oпштина се налази на надморској висини од 189 m.

## Становништво
Према подацима из 2002. године у насељу је живело 3698 становника, од којих су сви румунске националности.

### Хронологија
| Година       | 1992 | 1993 | 1994 | 1995 | 1996 | 1997 | 1998 | 1999 | 2000 | 2001 | 2002 | 2003 | 2004 | 2005 | 2006 | 2007 | 2008 | 2009 | 2010 | 2011 | 2012 | 2013 | 2014 | 2015 | 2016 | 2017 |
| ------------ | ---- | ---- | ---- | ---- | ---- | ---- | ---- | ---- | ---- | ---- | ---- | ---- | ---- | ---- | ---- | ---- | ---- | ---- | ---- | ---- | ---- | ---- | ---- | ---- | ---- | ---- |
| Становништво | 4492 | 4333 | 4197 | 4093 | 4018 | 3928 | 3835 | 3784 | 3714 | 3690 | 3599 | 3554 | 3520 | 3474 | 3417 | 3329 | 3275 | 3205 | 3174 | 3134 | 3052 | 2973 | 2915 | 2819 | 2791 | 2709 |